# Фримонт
Вижте пояснителната страница за други значения на Фримонт.
Фримонт (на английски: Fremont) е град в окръг Аламида, в Района на Санфранциския залив, щата Калифорния, Съединените американски щати.

## География
Намира се в Силициевата долина. Има обща площ от 225,6 km² и население от 234 962 души (по приблизителна оценка от 2017 г.), което го нарежда на 4-то място в района на залива.
Съседни селища:
- Нюарк (на запад)
- Милпитас (на юг)
- Сунол (на изток)
- Юниън Сити (на север)

## Наименование
Фримонт е наименуван на Джон Чарлз Фримонт (с баща французин), първия кандидат-президент от Републиканската партия, сред ранните изследователи на района.